# 锦屏二级水电站
锦屏二级电站位于中國四川省凉山彝族自治州木里、盐源、冕宁三县交界处的雅砻江干流锦屏大河湾上，系雅砻江卡拉至江口河段规划的5个梯级电站之一，坝址位于锦屏一级电站下游7.5km，利用雅砻江150km锦屏大河湾的天然落差，截弯取直开挖隧洞引水发电，厂房位于大河湾东端的大水沟。共安装8台60万千瓦的水轮发电机组，总装机480万千瓦，多年平均年发电量242.32亿千瓦时。水库正常蓄水位1646米，总库容1920万立方米，调节库容为502万m3。
锦屏二级电站4条引水隧洞平均长约16.6km，开挖洞径12m，为世界第一水工隧洞。工程建设总工期8年3个月，静态投资186.5亿元，总投资222.5亿元。
2007年1月30日，锦屏二级水电站正式开工。计划于2012年首台机组发电，2014年竣工。 